# Erateina trisectistriga
Erateina trisectistriga là một loài bướm đêm trong họ Geometridae.